# Alina Ilgisarowna Dawletowa
Alina Ilgisarowna Dawletowa (russisch Алина Ильгизаровна Давлетова, englisch transkribiert Alina Ilgizarovna Davletova; * 18. Juli 1998 in Ufa) ist eine russische Badmintonspielerin, die 2021 mit Rodion Alimow Europameisterin im Mixed wurde.

## Karriere
Dawletowa wurde durch Freunde im Alter von neun Jahren zum Badmintontraining mitgenommen. Seit 2013 war sie Mitglied in der russischen Nationalmannschaft und gab im folgenden Jahr ihr internationales Debüt bei den Russia Open 2014. Mit ihrem Partner fürs Gemischte Doppel, Rodin Alimow, siegte sie zum ersten Mal bei den Bulgarian International 2016. Im nächsten Jahr gewann sie mit Jekaterina Bolotowa Titel bei den Italian International 2017, den Hungarian International 2017 und der Russischen Meisterschaft und war auch im Mixed in Ungarn und bei den Estonian International 2017 erfolgreich. 2017 erspielte sich Dawletowa im Gemischten Doppel die Bronzemedaille bei der Sommer-Universiade 2017, wurde bei der europäischen Juniorenmeisterschaft 2017 Europameisterin und mit der russischen Nationalmannschaft Vizemannschaftseuropameisterin. Im Folgejahr stand Dawletowa mit der Damenmannschaft erneut auf dem Podest. Im Mixed siegte sie bei der Russischen Meisterschaft 2018, den St. Petersburg White Nights 2018 sowie den Italian International 2018 und gewann im Damendoppel neben dem italienischen Turnier auch die Titel bei den Estonian International 2018 und Hungarian International 2018. Mit dem russischen Verein NL Primorye Vladivostok wurde sie 2018 und 2019 Gewinnerin des Europapokals. 2019 erspielte sich Dawletowa mit Bolotowa bei den Europaspielen 2019 und der Mannschaftseuropameisterschaft jeweils die Bronzemedaille. Im Gemischten Doppel gewann sie erneut die nationale Meisterschaft und bei den White Nights in St. Petersburg 2019, triumphierte bei den Dubai International 2019 und stand erstmals bei einem Turnier der BWF World Tour, den Syed Modi International 2019, oben auf dem Podium. Im Jahr 2020 gewann Dawletowa zum dritten Mal in Folge die russische Meisterschaft im Gemischten Doppel. 2021 war sie erneut Teil der russischen Auswahl, die bei der Mannschaftseuropameisterschaft Dritter werden konnte. Bei der Europameisterschaft 2021 in Kiew setzte sich Dawletowa mit Alimow im Endspiel gegen das englische Team auf dem ersten Setzplatz, Marcus Ellis und Lauren Smith, durch und wurde die erste russische Europameisterin im Mixed. Außerdem siegte sie ein weiteres Mal bei der nationalen Meisterschaft.

## Sportliche Erfolge
| Jahr | Veranstaltung                       | Platz | Disziplin   | Partner                      |
| ---- | ----------------------------------- | ----- | ----------- | ---------------------------- |
| 2016 | Bulgarian International 2016        | 1.    | Mixed       | Rodion Alimow                |
| 2016 | Turkey International 2016           | 2.    | Mixed       | Rodion Alimow                |
| 2017 | Italian International 2017          | 1.    | Damendoppel | Jekaterina Bolotowa          |
| 2017 | Hungarian International 2017        | 1.    | Damendoppel | Jekaterina Bolotowa          |
| 2017 | Hungarian International 2017        | 1.    | Mixed       | Rodion Alimow                |
| 2017 | Estonian International 2017         | 1.    | Mixed       | Rodion Alimow                |
| 2017 | Scottish Open 2017                  | 2.    | Damendoppel | Jekaterina Bolotowa          |
| 2017 | Russische Meisterschaft 2017        | 1.    | Damendoppel | Jekaterina Bolotowa          |
| 2017 | Junioreneuropameisterschaft 2017    | 1.    | Mixed       | Rodion Alimow                |
| 2017 | Junioreneuropameisterschaft 2017    | 2.    | Mannschaft  | Russische Nationalmannschaft |
| 2017 | Sommer-Universiade 2017             | 3.    | Mixed       | Rodion Alimow                |
| 2017 | Mannschaftseuropameisterschaft 2017 | 2.    | Mannschaft  | Russische Nationalmannschaft |
| 2018 | St. Petersburg White Nights 2018    | 1.    | Mixed       | Rodion Alimow                |
| 2018 | Estonian International 2018         | 1.    | Damendoppel | Jekaterina Bolotowa          |
| 2018 | Hungarian International 2018        | 1.    | Damendoppel | Jekaterina Bolotowa          |
| 2018 | Hungarian International 2018        | 2.    | Mixed       | Rodion Alimow                |
| 2018 | Italian International 2018          | 1.    | Damendoppel | Jekaterina Bolotowa          |
| 2018 | Italian International 2018          | 1.    | Mixed       | Rodion Alimow                |
| 2018 | Russische Meisterschaft 2018        | 1.    | Mixed       | Rodion Alimow                |
| 2018 | Mannschaftseuropameisterschaft 2018 | 3.    | Mannschaft  | Russische Nationalmannschaft |
| 2018 | Europapokal 2018                    | 1.    | Mannschaft  | NL Primorye Vladivostok      |
| 2019 | Europaspiele 2019                   | 3.    | Damendoppel | Jekaterina Bolotowa          |
| 2019 | Azerbaijan International 2019       | 2.    | Damendoppel | Jekaterina Bolotowa          |
| 2019 | Italian International 2019          | 2.    | Damendoppel | Jekaterina Bolotowa          |
| 2019 | St. Petersburg White Nights 2019    | 1.    | Mixed       | Rodion Alimow                |
| 2019 | Dubai International 2019            | 1.    | Mixed       | Rodion Alimow                |
| 2019 | Syed Modi International 2019        | 1.    | Mixed       | Rodion Alimow                |
| 2019 | Russische Meisterschaft 2019        | 1.    | Mixed       | Rodion Alimow                |
| 2019 | Mannschaftseuropameisterschaft 2019 | 3.    | Mannschaft  | Russische Nationalmannschaft |
| 2019 | Europapokal 2019                    | 1.    | Mannschaft  | NL Primorye Vladivostok      |
| 2020 | Russische Meisterschaft 2020        | 1.    | Mixed       | Rodion Alimow                |
| 2021 | Mannschaftseuropameisterschaft 2021 | 3.    | Mannschaft  | Russische Nationalmannschaft |
| 2021 | Europameisterschaft 2021            | 1.    | Mixed       | Rodion Alimow                |
| 2021 | Russische Meisterschaft 2021        | 1.    | Mixed       | Rodion Alimow                |